# Vilhelm Moberg-stipendiet
Vilhelm Moberg-stipendiet är ett stipendium som instiftades 1960 av författaren och journalisten Vilhelm Moberg och årligen delas ut av den syndikalistiska nyhetstidningen Arbetaren. Enligt instiftaren ska stipendiet ges till journalister som ”utifrån en demokratisk grundsyn ger samhällsfrågorna en kritisk belysning”. Stipendiet slutade delas ut några år in på 00-talet.

## Lista över Vilhelm Moberg-stipendiater[2]
- 1960 Armas Sastamoinen
- 1961 Viveka Heyman
- 1962 Jörgen Eriksson
- 1963 Hans Borén
- 1964 Per Schwanbom
- 1965 Åke Ortmark
- 1966 Ahto Uisk
- 1967 Bo Lindblom
- 1968 Ulrich Herz
- 1969 Evert Arvidsson
- 1970 Sven Thiessen
- 1971 Günther Dallmann
- 1972 Lennart Frick
- 1973 Cordelia Edvardson
- 1974 Rudolf Berner
- 1975 ?
- 1976 Jan Myrdal
- 1977 Thomas Hammarberg
- 1978 Maj Wechselmann
- 1979 Pockettidningen R
- 1980 Olle Alsén
- 1981 Erik Fichtelius
- 1982 Miljöredaktionen (SR) i Sundsvall
- 1983 Lisa Wohlmer
- 1984 Jan Guillou
- 1985 Åke Olsson
- 1986 Björn Kumm
- 1987 Lars Jederlund och Henrik Westander
- 1988 Bo G Andersson
- 1989 Norra Magasinet
- 1990 Thomas Kanger och Jonas Gummesson
- 1991 - ej utdelat -
- 1992 Jan Josefsson
- 1993 Anna-Lena Lodenius
- 1994 Peter Kadhammar
- 1995 Marika Griehsel
- 1996 Erik Gandini/Elbyl
- 1997 Bosse Lindquist
- 1998 Eva X Moberg
- 1999 Peter Karlsson och Katarina Larsson
- 2000 Redaktionen för Pitt Bull (Sveriges Radio,P3)(Kajsa Norell, Therese Uddenfeldt, Marija Fischer, Karin Nilsson och Gita Rajan)
- 2001 Ahto Uisk
- 2002 Katarina Wennstam
- 2003 Mian Lodalen och Anna-Klara Bratt
- 2004 Fredrik Laurin, Joachim Dyfvermark och Sven Bergman
- 2005 Shora Esmailian och Andreas Malm
- 2006 Cecilia Uddén
- 2007 Nätverket Allt är möjligt